# Francesco Scarabicchi
Francesco Scarabicchi (Ancona, 10 febbraio 1951 – Ancona, 22 aprile 2021) è stato un poeta e traduttore italiano, che si occupò anche di letteratura e arti visive. Collaborò con Fabio Pusterla e con Franco Scataglini.

## Biografia
Nativo di Ancona, trascorse l'infanzia fra Grottammare e Ortona; restò orfano del padre a soli 10 anni. Dopo il diploma magistrale, si iscrisse all'Università di Urbino, ma ben presto lasciò gli studi per un impiego in banca, che restò il suo lavoro per trent'anni. Determinante per la sua formazione fu l'incontro e la collaborazione con il poeta Franco Scataglini: con lui e con Gianni D'Elia e Massimo Raffaeli lavorò a una trasmissione radiofonica trasmessa dalla RAI delle Marche.. Di carattere schivo e riservato, coltivò tuttavia amicizie con intellettuali e scrittori quali Giorgio Bertelli, Fabio Pusterla, Claudio Piersanti, Stefano Simoncelli, Ferruccio Benzoni, Paolo Lanaro.
La sua era definita una poesia realistica e le sue tematiche furono concentrate sui temi del ricordo, del tempo e della morte. Si occupò sempre di arti figurative. Una scelta delle sue Cronache d'arte 1974-2006 è in L'attimo terrestre (Affinità elettive, Ancona 2006). Per Donzelli, nella collezione di poesia, pubblicò L'esperienza della neve (2003) e L'ora felice (2010). Per Liberilibri nel 2010 curò lo scritto del libro di Fabian Negrin La via dell'acqua.

Ideò, diresse e coordinò con Francesca Di Giorgio, dal febbraio del 2002, la rivista periodica di scritture, immagini e voci "nostro lunedì", dopo altre esperienze.

Tradusse da Federico García Lorca e da Antonio Machado.
Nel 2013 pubblicò Con ogni mio saper e diligentia. Stanze per Lorenzo Lotto (Liberilibri, Macerata 2013). Scrive Massimo Raffaeli nella nota introduttiva dell'opera: «Questi non sono versi di illustrazione a Lorenzo Lotto, un pittore a lungo vulnerato da incomprensione e oblìo, ma piuttosto sono i versi, legati in stanze e alla maniera di un poemetto, in cui Francesco Scarabicchi assume su di sé il destino di un artista "solitario e febbrile", come lo definì una volta. Dunque non è tanto la voce del Lotto a parlare nei versi quanto, viceversa, è la parola della integrità esistenziale e della compiutezza artistica a manifestarsi per tramite loro». L'amore di Scarabicchi per Lorenzo Lotto parte da lontano, dall'adolescenza, e da almeno trent'anni si insinua nella sua scrittura. Ma l'esigenza di dare voce, attraverso la poesia, a quell'esistenza alquanto misteriosa (tranne quanto si legge nel Libro di spese diverse e in alcune lettere) nasce tra il 2008 e il 2011.
Morì ad Ancona, dove era ricoverato, il 22 aprile 2021.

## Opere
- La porta murata, Introduzione di Franco Scataglini, Ancona, Residenza, 1982.
- Il viale d'inverno, postfazione di Massimo Raffaeli, Brescia, L'Obliquo, 1989.
- Il prato bianco, Collezione di poesia, Torino, Einaudi, 2017  [L'Obliquo, Brescia, 1987], ISBN 978-88-06-22275-8.
- Il cancello 1980-1999, con una bandella di Pier Vincenzo Mengaldo, Ancona, Pequod, 2001.
- L'esperienza della neve, Roma, Donzelli, 2003.
- L'attimo terrestre. Cronache d'arte 1974-2006, Affinità elettive, 2006.
- La ferita della luce, Milano, Quaderni di Orfeo, 2007.
- Frammenti dei dodici mesi, con quattordici fotografie di Giorgio Cutini, con uno scritto di Goffredo Fofi, Brescia, L'Obliquo, 2010.
- L'ora felice, Roma, Donzelli, 2010.
- Nevicata, con incisioni di Nicola Montanari, Macerata, Liberilibri, 2013.
- Con ogni mio saper e diligentia. Stanze per Lorenzo Lotto, con una nota di Massimo Raffaelie postfazione di Michele Polverari, Macerata, Liberilibri, 2013.
- La figlia che non piange, Einaudi, Torino, Collezione di poesia, 2021, ISBN 978-88-06247997.

### Traduzioni
- Federico García Lorca, Gli istanti feriti, Ancona, Università degli Studi, 2000.
- Francesco Scarabicchi, Taccuino spagnolo, Brescia, L'Obliquo, 2000.[16].

### Pubblicazioni
- nostro lunedì, periodico di scritture, immagini e voci, ideato, diretto e coordinato con Francesca Di Giorgio.

## Riconoscimenti
- 2017: Premio Nazionale Letterario Pisa, sezione Poesia.[17]